# Veľká Ves nad Ipľom
Veľká Ves nad Ipľom je obec na Slovensku v okrese Veľký Krtíš. Leží v Ipeľské pahorkatině na pravém břehu řeky Ipeľ. Mezi lety 1938–1945 byla připojena k Maďarsku.

## Památky
V obci se nachází římskokatolický Kostel Jména Panny Marie. Je postaven v barokním stylu. Interiér kostela je také barokní, hlavní oltář pochází z poloviny 18. století a obsahuje sochy sv. Štěpána a Ladislava. Boční oltář Panny Marie obsahuje barokní sochy andělů na dřevěném nástavci. Kazatelna pochází z konce 18. století a je ve stylu luiséz.